# Johannes B. Kerner
Johannes B. Kerner, né le 9 décembre 1964 à Bonn en Allemagne, est un journaliste, producteur, commentateur sportif, écrivain et animateur de télévision allemand,.

## Biographie
Il a grandi à Hersel, arrondissement de Bornheim, en Allemagne, dans une famille catholique pratiquante. Il a fréquenté l'internat au Collège Aloisius à Bonn et a continué à étudier l'administration des affaires à Berlin, mais n'a pas obtenu son diplôme.

## Carrière professionnelle
Il a commencé sa carrière à la télévision chez Sender Freies Berlin en 1986 à l'âge de 22 ans en tant que stagiaire, puis en tant que reporter pour des émissions sportives locales.
De 1990 à 1992, il a présenté "Punkt 4 Länderreport", un journal télévisé national sur ARD.
Il s'est fait connaître comme animateur et producteur dans  l'émission de football «Sat.1 Bundesliga» diffusée sur la chaîne privée allemande Sat.1, lorsque le réseau a acquis les droits de diffusion de la Bundesliga, la plus haute ligue nationale de football allemand.
En 1996, Johannes B. Kerner a commencé son premier talk-show quotidien de l'après-midi sur Sat.1.
En 1997, il passe de nouveau à une chaîne de télévision publique, cette fois à ZDF (en tant que pigiste indépendant) où il accueille la revue sportive hebdomadaire du studio de sport actuel (jusqu'en 2006) et un certain nombre de matchs de football joués par l'équipe nationale allemande. Il a été l'hôte principal de tous les matchs de la ZDF lors de la Coupe du Monde de la FIFA, Allemagne 2006 devant un grand public à Berlin, pour lequel il a reçu un prix de la télévision allemande (comparable à Emmy). En plus de cela, il est le maître de cérémonie de plusieurs émissions spéciales sur ZDF.
En 2009, Johannes B. Kerner est retourné à Sat.1 pour une émission télévisée intitulée kerner, en tant que magazine d'aujourd'hui.

## Animation
- Depuis 1998 : Die Johannes B. Kerner Show : Créateur et animateur
- Depuis 2003 : Unsere Besten : Animateur
- Depuis 2005 : Confederations Cup: Halbfinale Deutschland - Brasilien auf ZDF : Animateur
- Depuis 2012 : Der Quiz-Champion : Animateur

## Livres
- 2005 : Kerners Köche
- 2007 : Kerners Kochbuch
- 2016 : Kocht! Am Herd mit den Besten der Besten

## Vie privée
Il est marié depuis 1996 à la joueuse allemande de hockey sur gazon, Britta Becker. De cette union naissent 4 enfants.

## Décorations
- Croix d'officier de l'ordre du Mérite le 4 mars 2022[4]